# Wereldtentoonstelling van 1930 (Antwerpen)
De Wereldtentoonstelling van 1930 te Antwerpen (Exposition internationale coloniale, maritime et d'art flamand) was de wereldtentoonstelling die te Antwerpen werd gehouden van 26 april tot 4 november 1930.

## Geschiedenis
De tentoonstelling richtte zich op het maritieme, het kolonialisme en de Vlaamse cultuur en kunst, terwijl de Wereldtentoonstelling van 1930 te Luik zich in de industriële groei en Waalse kunst en cultuur verdiepte. Deze tentoonstellingen waren het gevolg van een compromis in 1926. België had in 1914 de organisatie van een wereldtentoonstelling op zich genomen maar nog geen plaats bepaald. De Eerste Wereldoorlog verstoorde de voorbereidingen en na de Olympische Spelen in Antwerpen moest de knoop alsnog worden doorgehakt. Na vele debatten besloot de regering in 1926 om de Universele tentoonstelling in 1935 in Brussel te organiseren en Antwerpen en Luik een dubbeltentoonstelling te gunnen waarbij de thema's over de twee locaties verdeeld moesten worden. Deze laatste twee zijn echter niet als wereldtentoonstelling erkend door het Bureau International des Expositions.
De tentoonstelling vond plaats in wat nu de Tentoonstellingswijk en het Kiel heet tussen Berchem en de Schelde. Ze werd op een oud fort gezet waarvan een stukje van de omwalling als groene zone voor de tentoonstellingswijk werd behouden. Er werden twee identieke bruggen over gebouwd, die nu nog bestaan.
De Gazet van Antwerpen werd de officiële WT-krant en had een eigen stand met een vergrote drukpers.

## Restanten
- De Boerentoren[3]
- Christus Koningkerk (Antwerpen)[4][5] (was het museum voor oud Vlaamse kunst)
- twee bruggen expo[1]
- Paviljoen Oud-Vlaamse Kunst (nu Stedelijke Normaal en Oefenschool)[6]
- Zweeds paviljoen te Kruibeke